# Basketball-Ozeanienmeisterschaft 2011
Die Basketball-Ozeanienmeisterschaft 2011, die 20. Basketball-Ozeanienmeisterschaft, fand zwischen dem 7. und 11. September 2011 in Brisbane, Melbourne und Sydney, Australien statt, das zum achten Mal alleine die Meisterschaft ausrichtete. Gewinner war der Gastgeber, der zum 17. Mal den Titel erringen konnte. In der Serie konnte Neuseeland mit 3:0 Siegen geschlagen werden.

## Spielorte
| Ort       | Spielstätte                     | Kapazität |
| --------- | ------------------------------- | --------- |
| Brisbane  | Brisbane Entertainment Centre   | 14.500    |
| Melbourne | State Netball and Hockey Centre | 3.500     |
| Sydney    | Sydney Entertainment Centre     | 10.517    |

## Schiedsrichter
Michael Aylen

 Tim Brown

 Scott Butler

 Jose Martin

 Gavin Whiu

## Teilnehmende Mannschaften
Australien
| Nummer | Position | Name                | Geburtsdatum | Größe      | Verein                             |
| ------ | -------- | ------------------- | ------------ | ---------- | ---------------------------------- |
| 4      | SG       | Damian Martin       | 05.09.1984   | 1,88 Meter | Perth Wildcats                     |
| 5      | G        | Patty Mills         | 11.08.1988   | 1,83 Meter | Portland Trail Blazers             |
| 6      | PG       | Adam Gibson         | 30.10.1986   | 1,88 Meter | Gold Coast Blaze                   |
| 7      | F        | Joseph Ingles       | 02.10.1987   | 2,03 Meter | FC Barcelona                       |
| 8      | SG       | Brad Newley         | 18.02.1985   | 1,99 Meter | Beşiktaş JK Istanbul               |
| 9      | G        | Matthew Dellavedova | 08.09.1990   | 1,93 Meter | Saint Mary’s College of California |
| 10     | PF       | David Barlow        | 22.10.1983   | 2,05 Meter | CAI Zaragoza                       |
| 11     | C        | Mark Worthington    | 08.06.1983   | 2,02 Meter | Gold Coast Blaze                   |
| 12     | C        | Aron Baynes         | 09.12.1986   | 2,07 Meter | EWE Baskets Oldenburg              |
| 13     | C        | Andrew James Ogilvy | 17.06.1988   | 2,11 Meter | Valencia Basket Club               |
| 14     | C        | Matt Nielsen        | 03.02.1978   | 2,04 Meter | BK Chimki                          |
| 15     | C        | Aleksandar Maric    | 22.10.1984   | 2,08 Meter | Panathinaikos Athen                |

 Neuseeland
| Nummer | Position | Name               | Geburtsdatum | Größe      | Verein                |
| ------ | -------- | ------------------ | ------------ | ---------- | --------------------- |
| 4      | SG       | Lindsay Tait       | 08.01.1982   | 1,90 Meter | Wollongong Hawks      |
| 5      | PG       | Michael Fitchett   | 20.09.1982   | 1,83 Meter | Nelson Giants         |
| 6      | SG       | Kirk Penney        | 23.11.1980   | 1,96 Meter | New Zealand Breakers  |
| 7      | SF       | Mika Vukona        | 13.05.1982   | 1,93 Meter | South Dragons         |
| 8      | G        | Mark Dickel        | 21.12.1976   | 1,87 Meter | Brose Baskets         |
| 9      |          | Jarrod Kenny       | 17.09.1985   | 1,88 Meter |                       |
| 10     | SG       | Thomas Abercrombie | 05.07.1987   | 1,98 Meter | New Zealand Breakers  |
| 11     | C        | Alex Pledger       | 27.03.1987   | 2,13 Meter | Belmont Abbey College |
| 12     | SF       | Benny Anthony      | 20.07.1988   | 1,98 Meter | Harbour Heat          |
| 13     | SF       | Casey Frank        | 23.10.1977   | 2,03 Meter | Gold Coast Blaze      |
| 14     |          | Leon Henry         | 14.10.1985   |            |                       |
| 15     |          | Rob Loe            | 05.08.1991   |            |                       |

## Modus
Gespielt wurde in Form einer Best-of-Three Serie. Die Mannschaft, die zuerst zwei Siege erringen konnte, wurde Basketball-Ozeanienmeister 2011.

## Ergebnisse
| 7. September 2011 19:30 | Bericht | Australien                                                                                 | 91 – 78 | Neuseeland                                                              | State Netball and Hockey Centre, Melbourne Schiedsrichter: Michael Aylen, Jose Martin, Gavin Whiu |
| 7. September 2011 19:30 | Bericht | Punkte pro Viertel: 26 : 18, 21 : 27, 26 : 13, 18 : 20                                     |         |                                                                         | State Netball and Hockey Centre, Melbourne Schiedsrichter: Michael Aylen, Jose Martin, Gavin Whiu |
| 7. September 2011 19:30 | Bericht | Punkte: Patrick Mills 20 Rebounds: Aleksandar Maric, Brad Newley 8 Assists: Matt Nielsen 6 |         | Punkte: Kirk Penney 30 Rebounds: Mika Vukona 12 Assists: Lindsay Tait 6 | State Netball and Hockey Centre, Melbourne Schiedsrichter: Michael Aylen, Jose Martin, Gavin Whiu |
| 7. September 2011 19:30 | Bericht |                                                                                            |         |                                                                         | State Netball and Hockey Centre, Melbourne Schiedsrichter: Michael Aylen, Jose Martin, Gavin Whiu |

| 9. September 2011 19:30 | Bericht | Neuseeland                                                            | 64 – 81 | Australien                                                                   | Brisbane Entertainment Centre, Brisbane Schiedsrichter: Tim Brown, Scott Butler, Jose Martin |
| 9. September 2011 19:30 | Bericht | Punkte pro Viertel: 15 : 24, 19 : 12, 20 : 17, 10 : 28                |         |                                                                              | Brisbane Entertainment Centre, Brisbane Schiedsrichter: Tim Brown, Scott Butler, Jose Martin |
| 9. September 2011 19:30 | Bericht | Punkte: Kirk Penney 17 Rebounds: Kirk Penney 5 Assists: Kirk Penney 4 |         | Punkte: Brad Newley 12 Rebounds: Aleksandar Maric 8 Assists: Patrick Mills 4 | Brisbane Entertainment Centre, Brisbane Schiedsrichter: Tim Brown, Scott Butler, Jose Martin |
| 9. September 2011 19:30 | Bericht |                                                                       |         |                                                                              | Brisbane Entertainment Centre, Brisbane Schiedsrichter: Tim Brown, Scott Butler, Jose Martin |

| 11. September 2011 16:00 | Bericht | Australien                                                                        | 92 – 68 | Neuseeland                                                            | Sydney Entertainment Centre, Sydney Schiedsrichter: Scott Butler, Jose Martin, Gavin Whiu |
| 11. September 2011 16:00 | Bericht | Punkte pro Viertel: 23 : 24, 22 : 17, 31 : 20, 16 : 7                             |         |                                                                       | Sydney Entertainment Centre, Sydney Schiedsrichter: Scott Butler, Jose Martin, Gavin Whiu |
| 11. September 2011 16:00 | Bericht | Punkte: Aleksandar Maric 27 Rebounds: Aleksandar Maric 8 Assists: Joseph Ingles 6 |         | Punkte: Kirk Penney 27 Rebounds: Casey Frank 7 Assists: Kirk Penney 4 | Sydney Entertainment Centre, Sydney Schiedsrichter: Scott Butler, Jose Martin, Gavin Whiu |
| 11. September 2011 16:00 | Bericht |                                                                                   |         |                                                                       | Sydney Entertainment Centre, Sydney Schiedsrichter: Scott Butler, Jose Martin, Gavin Whiu |

| Australien         |
| Meister Australien |
| 17. Meisterschaft  |

## Statistiken

### Individuelle Statistiken

#### Punkte
| Gesamt | Gesamt           | Gesamt | pro Spiel | pro Spiel        | pro Spiel    |
| Platz  | Name             | Anzahl | Platz     | Name             | Durchschnitt |
| ------ | ---------------- | ------ | --------- | ---------------- | ------------ |
| 1      | Kirk Penney      | 74     | 1         | Kirk Penney      | 24,7         |
| 2      | Aleksandar Maric | 47     | 2         | Aleksandar Maric | 15,7         |
| 3      | Patrick Mills    | 43     | 3         | Patrick Mills    | 14,3         |
| 4      | Mika Vukona      | 31     | 4         | Mark Worthington | 10,5         |
| 5      | David Barlow     | 29     | 5         | Mika Vukona      | 10,3         |

#### Rebounds
| Gesamt | Gesamt           | Gesamt | pro Spiel | pro Spiel        | pro Spiel    |
| Platz  | Name             | Anzahl | Platz     | Name             | Durchschnitt |
| ------ | ---------------- | ------ | --------- | ---------------- | ------------ |
| 1      | Aleksandar Maric | 24     | 1         | Aleksandar Maric | 8,0          |
| 2      | Mika Vukona      | 20     | 2         | Mika Vukona      | 6,7          |
| 3      | Aron Baynes      | 17     | 3         | Aron Baynes      | 5,7          |
| 4      | Alex Pledger     | 16     | 4         | Matt Nielsen     | 5,5          |
| 5      | Casey Frank      | 14     | 5         | Alex Pledger     | 5,3          |

#### Assists
| Gesamt | Gesamt              | Gesamt | pro Spiel | pro Spiel           | pro Spiel    |
| Platz  | Name                | Anzahl | Platz     | Name                | Durchschnitt |
| ------ | ------------------- | ------ | --------- | ------------------- | ------------ |
| 1      | Joseph Ingles       | 11     | 1         | Joseph Ingles       | 3,7          |
|        | Patrick Mills       | 11     |           | Patrick Mills       | 3,7          |
| 2      | Matthew Dellavedova | 10     | 2         | Matthew Dellavedova | 3,3          |
| 3      | Brad Newley         | 9      | 3         | Brad Newley         | 3,0          |
|        | Kirk Penney         | 9      |           | Kirk Penney         | 3,0          |

#### Blocks
| Gesamt | Gesamt              | Gesamt | pro Spiel | pro Spiel           | pro Spiel    |
| Platz  | Name                | Anzahl | Platz     | Name                | Durchschnitt |
| ------ | ------------------- | ------ | --------- | ------------------- | ------------ |
| 1      | Alex Pledger        | 6      | 1         | Alex Pledger        | 2,0          |
| 2      | Aron Baynes         | 3      | 2         | Aron Baynes         | 1,0          |
|        | Andrew James Ogilvy | 3      |           | Andrew James Ogilvy | 1,0          |
| 3      | Thomas Abercrombie  | 2      | 3         | Thomas Abercrombie  | 0,7          |
|        | Joseph Ingles       | 2      |           | Joseph Ingles       | 0,7          |

#### Steals
| Gesamt | Gesamt        | Gesamt | pro Spiel | pro Spiel     | pro Spiel    |
| Platz  | Name          | Anzahl | Platz     | Name          | Durchschnitt |
| ------ | ------------- | ------ | --------- | ------------- | ------------ |
| 1      | Matt Nielsen  | 3      | 1         | Matt Nielsen  | 1,5          |
|        | Casey Frank   | 3      | 2         | Casey Frank   | 1,0          |
| 2      | David Barlow  | 2      | 3         | David Barlow  | 0,7          |
|        | Aron Baynes   | 2      |           | Aron Baynes   | 0,7          |
|        | Joseph Ingles | 2      |           | Joseph Ingles | 0,7          |

### Kollektive Statistiken

#### Punkte
| Gesamt | Gesamt     | Gesamt | pro Spiel | pro Spiel  | pro Spiel    |
| Platz  | Name       | Anzahl | Platz     | Name       | Durchschnitt |
| ------ | ---------- | ------ | --------- | ---------- | ------------ |
| 1      | Australien | 264    | 1         | Australien | 88,0         |
| 2      | Neuseeland | 210    | 2         | Neuseeland | 70,0         |

#### Rebounds
| Gesamt | Gesamt     | Gesamt | pro Spiel | pro Spiel  | pro Spiel    |
| Platz  | Name       | Anzahl | Platz     | Name       | Durchschnitt |
| ------ | ---------- | ------ | --------- | ---------- | ------------ |
| 1      | Australien | 123    | 1         | Australien | 41,0         |
| 2      | Neuseeland | 97     | 2         | Neuseeland | 32,3         |

#### Assists
| Gesamt | Gesamt     | Gesamt | pro Spiel | pro Spiel  | pro Spiel    |
| Platz  | Name       | Anzahl | Platz     | Name       | Durchschnitt |
| ------ | ---------- | ------ | --------- | ---------- | ------------ |
| 1      | Australien | 55     | 1         | Australien | 18,3         |
| 2      | Neuseeland | 36     | 2         | Neuseeland | 12,0         |

#### Blocks
| Gesamt | Gesamt     | Gesamt | pro Spiel | pro Spiel  | pro Spiel    |
| Platz  | Name       | Anzahl | Platz     | Name       | Durchschnitt |
| ------ | ---------- | ------ | --------- | ---------- | ------------ |
| 1      | Neuseeland | 13     | 1         | Neuseeland | 4,3          |
| 2      | Australien | 11     | 2         | Australien | 3,7          |

#### Steals
| Gesamt | Gesamt     | Gesamt | pro Spiel | pro Spiel  | pro Spiel    |
| Platz  | Name       | Anzahl | Platz     | Name       | Durchschnitt |
| ------ | ---------- | ------ | --------- | ---------- | ------------ |
| 1      | Australien | 14     | 1         | Australien | 4,7          |
| 2      | Neuseeland | 8      | 2         | Neuseeland | 2,7          |

## Abschlussplatzierung
| Rang | Mannschaft |
| ---- | ---------- |
| 1    | Australien |
| 2    | Neuseeland |

Australien qualifizierte sich durch den 3:0-Erfolg für die Olympischen Sommerspiele 2012 in London, Großbritannien.